# Ladinska
Ladinska är ett romanskt språk som talas av ladiner i norra Italien.
Enligt vissa forskare, främst Graziadio Ascoli och Theodor Gartner, finns ett nära släktskap mellan ladinskan och rätoromanskan, som talas i delar av Graubünden i Schweiz, och med furlanskan. Sammanställningen av dessa tre språk under begreppet rätoromanska språk är dock omstridd.  
Ladinskan har ungefär 30 000 modersmålstalare och är därmed Europas minsta språk. Ladinerna hör till de språkliga minoriteter som erkänns av Europeiska unionen och ska därför komma i åtnjutande av europeiskt minoritetsskydd.

## Utbredning
Det ladinska språkområdet fördelar sig på tre förvaltningsregioner, vilket förstärker dalbefolkningarnas isolering från varandra. 
Ladinska talas å ena sidan i delar av regionen Trentino-Alto Adige. Härtill räknas dalarna Val Gardena (Gherdëina) och Val Badia i provinsen Bolzano och Val di Fassa (Fascia) i provinsen Trentino.
Å andra sidan talas ladinska i provinsen Belluno i regionen Venetien, i dalen Arabba (Fodom) och av ungefär 40% av befolkningen i den berömda skidorten Cortina d'Ampezzo (Anpezo).

## Ställning
Ladinskan är erkänd som regionalt myndighets- och skolspråk i några kommuner med ladinsk befolkning. Till dessa kommuner hör Sëlva, Urtijëi, S. Crestina Gherdëina, Badia, Corvara,  Mareo, San Martin de Tor, La Val, Cianacei, Vigo di Fassa (Vich) och Pozza di Fassa (Poza), som alla ligger i regionen Trentino-Alto Adige. Hittills har ladinerna i regionen Venetien inte haft minoritetsrättigheter.

## Historia
Beteckningen är härledd från latinet, då ladinskan är ett vulgärlatinskt restspråk i det romaniserade alpområdet. Ladinskan har ofta räknats till rätoromanskan. Om det har funnits ett överregionalt rätoromanskt urspråk är omstritt bland forskare och diskuteras som Questione Ladina. Sedan 500-talet invandrade bajuvarer från norr och trängde ut det romanska språket från stora delar av dess tidigare utbredningsområde. Endast i de mer avlägsna dalarna bevarades ladinskan. Vid slutet av första världskriget och anslutningen av grevskapet Tyrolens södra delar till Italien föll de områden där ladinskan talades till Italien från det upplösta kejsardömet Österrike-Ungern. Den italienska nationella rörelsen på 1800- och 1900-talen såg i ladinskan nästan en italiensk dialekt, vilket de flesta ladiner dock avvisade. Även i  Gruber-De-Gasperi-avtalet förutsågs inget skydd för ladinerna. 
Först genom den andra autonomistatuten för Sydtyrolen, som trädde i kraft 1972, fick ladinerna i detta område minoritetsrättigheter.  
1988 gav de ladinska kulturinstituten "Micurà de Rü" och "Majon di Fascegn" i uppdrag åt den zürichske universitetsprofessorn Heinrich Schmid att utarbeta ett gemensamt skriftspråk åt dem. På sommaren 1998 presenterades vägledningen för att bygga upp ett gemensamt skriftspråk för ladinskan, det så kallade ladin dolomitan. 

## Indelning
Den nuvarande ladinskan kan indelas i fem dialekter:
- Maréo/Badiot
- Gherdëina
- Fascian
- Anpezan
- Fodom

### Språkexempel

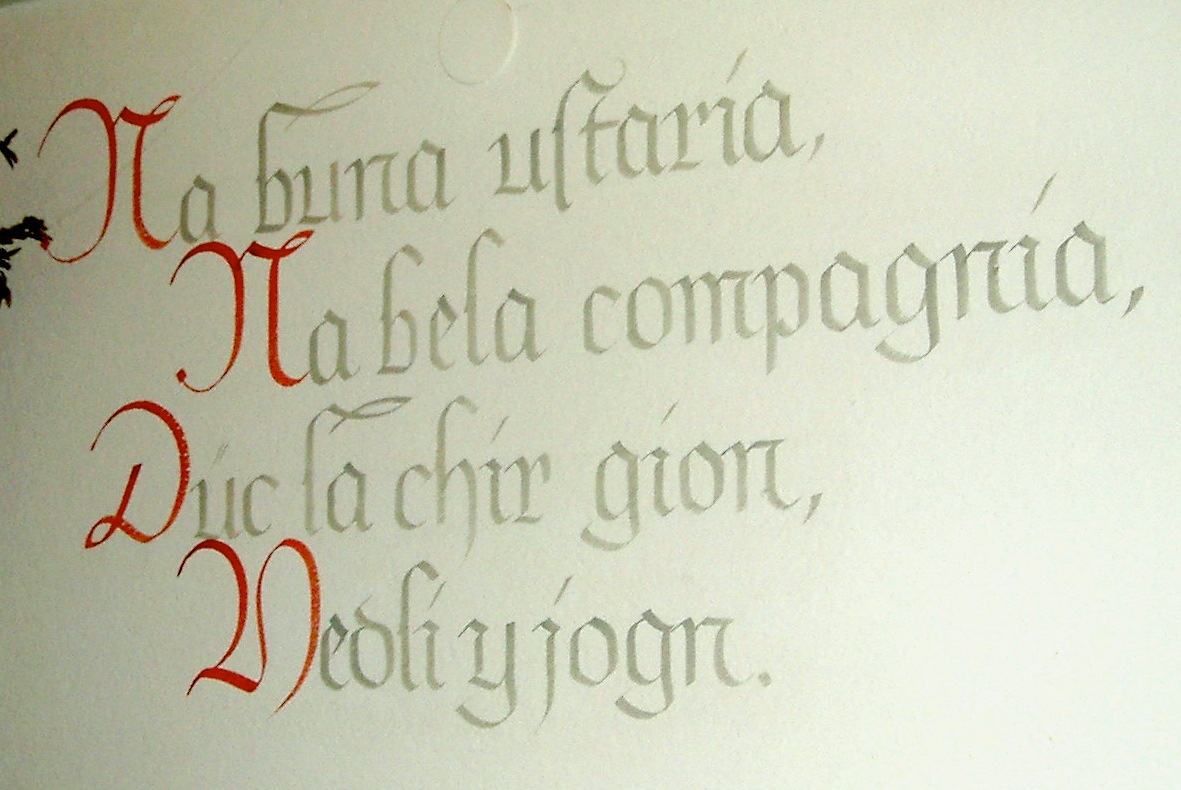
Ladinska i "Pider", La Val: "Ett gott värdshus, ett gott sällskap, alla söker dem gärna, gamla och unga."

Som språkexempel ges här en del av Herrens bön på de olika dialekterna samt två rätoromanska dialekter, och på svenska, italienska och latin. 
Maréo/(Badiot)Nosc Pere dal cí,
 al sii santifiché to enom,
 al vëgni to rëgn,
 töa orenté sii fata,
 desco sö al cí ensciö söla tera.
GherdëinaPere nost, che t'ies tl ciel,
 sibe santificà ti inuem,
 vënie ti rëni,
 sibe fata ti ulentà,
 coche en ciel enscì en tiera.
FascianPère nosc che te es sun ciel,
 sie fat sent to inom,
 fa che vegne to regn,
 to voler sie semper respetà,
 tant sun ciel che su la tera.
FodomPère nòst che t'es sun paradíš,
 benedât lé l tuo inóm,
 resta con nos,
 che sará fat ci che te vòs
 sun ciél e su la tièra.
AnpezanPare nosc, che te stas su in zielo,
 sée fato santo el to gnon,
 viene el to regno,
 sée fato chel che te vos tu,
 tanto in zielo che su ra tera.
Ladin dolomitanPere nost, che t'ies en ciel,
 al sie santifiché ti inom,
 al vegne ti regn,
 sia fata tia volonté,
 coche en ciel enscì en tera.
Svenska (1917 års Bibelöversättning)Fader vår som är i himmelen!
 Helgat varde ditt namn;
 tillkomme ditt rike;
 ske din vilja,
 såsom i himmelen, så ock på jorden.
ItalienskaPadre nostro che sei nei cieli,
 sia santificato il tuo nome,
 venga il tuo regno,
 sia fatta la tua volontà
 come in cielo, così in terra.
Vallader (rätoromansk dialekt)Bap nos, tü chi est in tschêl,
 fat sonch vegna teis nom,
 teis reginam vegna nanpro,
 tia vöglia dvainta sco in tschêl eir sün terra.
Sursilvan (rätoromansk dialekt)Bab nos, quel che ti eis el tschiel,
 sogns vegn fatg tiu num,
 tiu reginavel vegn,
 tia veglia daventa sco en tschiel e sin tiara.
LatinPater noster, qui es in caelis,
sanctificetur nomen tuum.
Adveniat regnum tuum.
Fiat voluntas tua, sicut in caelo, et in terra.